# Linden (Texas)
Linden è un comune (city) degli Stati Uniti d'America e capoluogo della contea di Cass nello Stato del Texas. La popolazione era di 1 988 abitanti al censimento del 2010.

## Geografia fisica
Linden è situata a 33°00′29″N 94°21′52″W (33.008026, -94.364328).
Secondo lo United States Census Bureau, la città ha una superficie totale di 9,14 km², dei quali 9,14 km² di territorio e 0 km² di acque interne (0% del totale).

## Società

### Evoluzione demografica
Secondo il censimento del 2010, la popolazione era di 1 988 abitanti.

### Etnie e minoranze straniere
Secondo il censimento del 2010, la composizione etnica della città era formata dal 73,74% di bianchi, il 20,98% di afroamericani, lo 0,5% di nativi americani, lo 0,5% di asiatici, lo 0% di oceanici, il 2,52% di altre razze, e l'1,76% di due o più etnie. Ispanici o latinos di qualunque razza erano il 5,68% della popolazione.